# Lester Frank Ward
Pour les articles homonymes, voir Ward.
Lester F. Ward (18 juin 1841 à Joliet dans l'Illinois – 18 avril 1913 à Washington) est un botaniste et sociologue américain.
Il est le premier président de l'American Sociological Association (Association américaine de sociologie).

## Recherches en sociologie
Rejetant les options de droite (par exemple : Herbert Spencer) et de gauche (en particulier Karl Marx) en vigueur pour la discipline, avec la publication de Dynamic Sociology (sociologie dynamique) en 1883, Ward a espéré reconstituer l'importance centrale de l'expérimentation et de la méthode scientifique à la sociologie. Pour Ward, la science n'était pas froide ou impersonnelle mais centrée sur l'humain. Comme il l'a indiqué dans la préface à ce livre : « The real object of science is to benefit man. A science which fails to do this, however agreeable its study, is lifeless. Sociology, which of all sciences should benefit man most, is in danger of falling into the class of polite amusements, or dead sciences. It is the object of this work to point out a method by which the breath of life may be breathed into its nostrils. » (L'objet vrai de la science est de profiter à l'homme. Une science qui ne vise pas cela, bien qu'agréable dans son étude, reste sans vie. La sociologie, qui de toutes les sciences devrait profiter le plus à l'homme, est en danger de tomber dans la classe des amusements sophistiqués ou des sciences mortes. C'est l'objet de ce travail que de préciser une méthode par laquelle le souffle de la vie peut être respiré.)
Ward a théorisé qu'on pourrait minimiser ou éliminer la pauvreté par l'intervention systématique de la société. L'humanité n'était pas délaissée par rapport à la force impersonnelle de la nature et son évolution : par la puissance de l'esprit, on pourrait prendre le contrôle de l'évolution de la société humaine. Cette théorie est connue sous le nom de Telesis,.
Une sociologie qui dirigerait, intelligemment et scientifiquement, le développement économique et social de la société pourrait instituer un système universel d'éducation, réguler la concurrence, relier les individus entre eux sur la base d'égales opportunités et sur la coopération, favoriser le bonheur et liberté de chacun.

## Féminisme
Ward était un excellent avocat pour l'égalité des droits des femmes. Il a même théorisé que les femmes étaient naturellement supérieures aux hommes, bien au-delà du bien-pensant des sociologues traditionnels. Ward  est maintenant considéré par des historiens comme un auteur féministe tel qu'Ann Taylor Allen.

## Contestation dudarwinisme social
Bien que Marx, le communisme et le socialisme ne se furent jamais vraiment popularisés aux États-Unis, Spencer et les théories de darwinisme social (Ward n'aimait pas ce terme, surtout pour Spencer) devinrent célèbres.
Ward se plaça dans l'opposition directe au disciple américain de Spencer, William Graham Sumner, qui était devenu, le savant le mieux connu du sociologue américain et de loin le plus lu par les fervents partisans du laissez-faire et de la survie du mieux adapté.
Selon l'historien Henry Steele Commager : « Ward était le premier grand étudiant qui attaqua tout ce système de sociologie négativiste et absolue et reste le plus habile... » Avant que Ward puisse commencer à formuler cette science qu'il espérait inaugurer une ère de tel progrès que le monde n'avait jamais vue, il devait détruire les superstitions qui tenaient encore dans l'esprit de sa génération. D'entre elles, le laissez-faire était la plus stupéfiante, et c'était sur la doctrine du laissez-faire qu'il forma ses armes lourdes. Le travail de démolition accompli en sociologie dynamique, facteurs psychiques et sociologie appliquée fut total.

## Citations
« Every implement or utensil, every mechanical device ... is a triumph of mind over the physical forces of nature in ceaseless and aimless competition. All human institutions--religion, government, law, marriage, custom--together with innumerable other modes of regulating social, industrial and commercial life are, broadly viewed, only so many ways of meeting and checkmating the principle of competition as it manifests itself in society. »

— Lester Ward

« Chaque instrument ou ustensile, chaque appareil mécanique ... est un triomphe de l'esprit sur les forces physiques de la nature dans une compétition incessante et sans but. Toutes les institutions humaines - religion, gouvernement, droit, mariage, coutume - ainsi que d'innombrables autres modes de régulation de la vie sociale, industrielle et commerciale ne sont, au sens large, qu'autant de façons de respecter et de mater le principe de concurrence tel qu'il se manifeste en société. »

« Thus far, social progress has in a certain awkward manner taken care of itself, but in the near future it will have to be cared for. To do this, and maintain the dynamic condition against all the hostile forces which thicken with every new advance, is the real problem of sociology considered as an applied science. »

— Lester Ward

« Jusqu'à présent, le progrès social a, d'une certaine manière, maladroitement pris soin de lui-même, mais dans un proche avenir, il devra être pris en charge. Le faire, et ainsi maintenir la condition dynamique contre toutes les forces hostiles qui s'épaississent à chaque nouvelle avancée, est le vrai problème de la sociologie considérée comme une science appliquée.rd »

« And now from the point of view of intellectual development itself we find her side by side, and shoulder to shoulder with him furnishing, from the very outset, far back in prehistoric, presocial, and even prehuman times, the necessary complement to his otherwise one-sided, headlong, and wayward career, without which he would soon have warped and distorted the race and rendered it incapable of the very progress which he claims exclusively to inspire. »

— Lester Ward

« Et maintenant, du point de vue du développement intellectuel lui-même, nous la trouvons côte à côte, et au coude à coude avec lui, fournissant dès le début, loin dans les temps préhistoriques, pré-sociaux et même pré-humains, le complément nécessaire à sa carrière par ailleurs unilatérale, tête baissée et capricieuse, sans laquelle il aurait bientôt voilé et déformé la race, la rendant incapable des progrès mêmes qu'il prétend exclusivement lui inspirer. Et par conséquent, encore une fois, même dans le domaine de l'intellect, où il voudrait régner en maître, elle s'est révélée pleinement son égal et a droit à sa part du crédit attaché au progrès humain ainsi atteint. »

## Principaux travaux

### Botanique
- (en) « Guide to the Flora of Washington, D.C and Vicinity », Washington, 1881, 264 p.
- (en) Sketch of Paleo-Botany, Washington, 1885.
- (en) « Synopsis of the Flora of the Laramie Group », dans Annual Report of the U.S. Geological Survey, n° 6, 1886, p. 399–557.
- « Types of the Laramie Flora », dans Bulletin of the United States National Museum, n° 37, 1887, p. 363–469.
- avec William M. Fontaine, Arthur Bibbins et G. R. Wieland :
  - Status of the Mesozoic floras of the United States, Washington, 1905, 2 vol.

### Sociologie
- (en) Dynamic Sociology. Or Applied social science as based upon statical sociology and the less complex sciences, 1883, New York, D. Appleton & Co. 2 vols. Volume I en ligne, Volume II en ligne.
- (en) Neo-Darwinism and Neo-Lamarckism, Washington: Gedney & Roberts Co., 1891.
- (en) The Psychic Factors of Civilization, Boston, Ginn & Co., 1893 Lire en ligne.
- (en) « Contributions to Social Philosophy » : série d'articles publiés dans la revue American Journal of Sociology de 1895 à 1897 :
  - II. Sociology and Cosmology, 1895, p. 132–145.
  - III. Sociology and Biology, 1895, p. 313–326.
  - IV. Sociology and Anthropology, 1895, p. 426–433.
  - V. Sociology and Psychology, 1896, p. 618–632.
  - VI. The Data of Sociology 1896, p. 738–752.
  - VII. The Social Forces, 1896, p. 82–95.
  - VIII. The Mechanics of Society, 1896, p. 234–254.
  - IX. The Purpose of Sociology, 1896, p. 446–460.
  - X. Social Genesis, 1897, p. 532–546.
  - XI. Individual Telesis, 1897, p. 699–717.
  - XII. Collective Telesis, 1897, p. 801–822.
- (en) Outlines of Sociology, Londres, The Macmillan Co., 1898.
- (en) « Contemporary Sociology », dans American Journal of Sociology, janvier 1902, p. 475-762.
- (en) Pure Sociology. A Treatise on the Origin and Spontaneous Development of Society, 1903 Lire en ligne.
- avec James Q. Dealey :
  - (en) A Text-Book of Sociology, Londres, The Macmillan Co., 1905.
- Applied Sociology. A Treatise on the Conscious Improvement of Society by Society, New York, Ginn & Co., 1906.
- « Social Classes in the Light of Modern Sociological Theory », dans American Journal of Sociology, vol. 13, 1908, p. 617–627.
- (en) « Eugenics, Euthenics, and Eudemics » dans American Journal of Sociology, 1913, pp. 737–754.
- (en) Glimpses of the Cosmos. A Mental Autobiography, New York et Londres, G. P. Putnam, 1913-1918, 6 vol.